# 浸水防止機
浸水防止機（しんすいぼうしき）は、水害時に地下構造物への水の浸入を防止する器具であり、地下鉄などの換気口に設置される。

## 構造等
- 浸水防止機の本体は鉄製である。

- 地上が晴天時の場合は換気のために浸水防止機は開いているが、雨天時は地下鉄駅の操作により浸水防止機が閉じて、トンネル内への雨水等の浸入を阻止する。

- 洪水等で瞬間的に大量の水が流入した場合、浸水防止機に取り付けられている浸水感知器がそれを検知し、一定量以上の流入時は自動で浸水防止機が閉じる。

## 参考資料
- 『第２回首都圏の地下鉄道の浸水防止対策協議会の結果について』国土交通省報道発表資料、2011年